# Jaskinia Jaroszowska
Szczelina Jaroszowska – jaskinia na wzgórzu Nad Kopalnią, w obrębie miejscowości Jaroszowiec, w województwie małopolskim, w powiecie olkuskim, w gminie Klucze. Pod względem geograficznym znajduje się na Płaskowyżu Ojcowskim na Wyżynie Olkuskiej będącej częścią Wyżyny Krakowsko-Częstochowskiej.

## Opis obiektu
Znajduje się w grupie skał zwanych Turnią nad Kopalnią lub Skałami nad Kopalnią. Tworzą one długi skalny mur nad wyrobiskiem nieczynnej kopalni rudy żelaza i cementowni „Klucze”. Jaskinia znajduje się w jego wschodniej części.
Główny, wysoki i dość szeroki otwór jaskini znajduje się w północnej ścianie Turni nad Kopalnią, powyżej bardzo stromej skarpy będącej pozostałością po wyrobisku kamieniołomu. Za krótkim przedsionkiem krzyżują się z sobą dwie ciasne szczeliny tworzące górną część jaskini. Nie mają one stropu i otwarte są tylko z jednej strony. W miejscu ich skrzyżowania jest otwór studzienki o głębokości około 4 m, prowadzącej do dolnej części jaskini. Sprawny człowiek może ją pokonać przez zapieraczkę, jednakże gdy jej ściany są mokre, wyjście ze studzienki może być bardzo trudne, lub niemożliwe. Dolna część jaskini również powstała na krzyżujących się z sobą pęknięciach skały. Jest w niej komora o płaskim stropie. Ma długość około 6 m, ale da się wejść tylko na 2 m, dalsza część jest tak niska, że dla człowieka niemożliwa do pokonania. Do dolnej części da się wejść także przez otwartą południową szczelinę. Jaskinia ma trzy otwory: główny północny i dwa ku górze (otwarte szczeliny).
Jaskinia powstała na dwóch ciosowych, prostopadłych pęknięciach skał w wapieniach z okresu późnej jury (oksford). Woda nie odegrała roli w jej powstaniu. W górnej części (w szczelinach w istocie będących kanionami) brak nacieków jaskiniowych, w dolnej części występują tylko zniszczone polewy kalcytowe, a w stropie komory polewy z mleka wapiennego. Na dnie szczelin w górnej części jest rumosz skalny i próchnica, dno komory w dolnej części jaskini jest skaliste.
Jaskinia nie posiada własnego mikroklimatu. Szczeliny w górnej części jaskini są suche, przewiewne i oświetlone. Dolna część jest wilgotna, ale z powodu dużych również bez własnego mikroklimatu. Oświetlona rozproszonym światłem słonecznym jest tylko jej część w pobliżu otworu, dalsze partie są ciemne. W oświetlonych partiach jaskini na ścianach rozwijają się glony, mchy i porosty. W dolnej części obserwowano muchówki i kilka pająków sieciarzy jaskiniowych Meta menardi.

## Historia poznania i dokumentacji
Jaskinia znana była od dawna, a znajdujące się w niej śmieci świadczą, że jest odwiedzana. W dnie szczeliny o równoleżnikowym przebiegu, w najgłębszym miejscu jaskini, są ślady rozkopywania namuliska. Kierunek szczeliny i jej skrzyżowanie z następnym tektonicznym pęknięciem może wskazywać, że Jaskinia Jaroszowska ma swoją dalszą kontynuację w kierunku położonej kilkadziesiąt metrów dalej na zachód Szczeliny Jaroszowskiej.
Po raz pierwszy wymienili ją A. Górny i M. Szelerewicz w 1986 r., zmierzyli i opisali A. Polonius i J. Sławiński w lipcu 1998 r. Plan opracował A. Polonius.

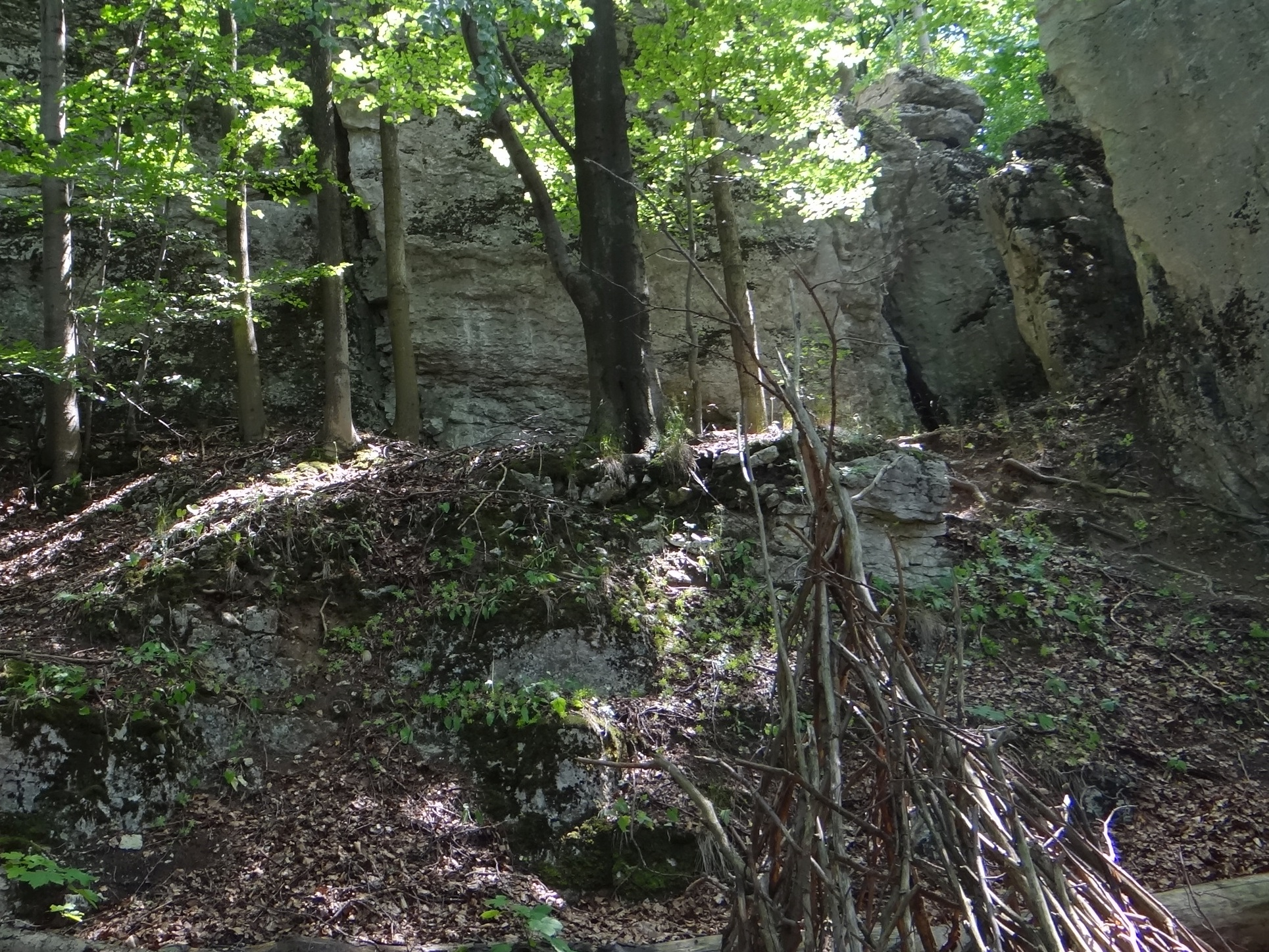
Skały nad Kopalnią z północnym otworem jaskini i wyrobiskiem kamieniołomu
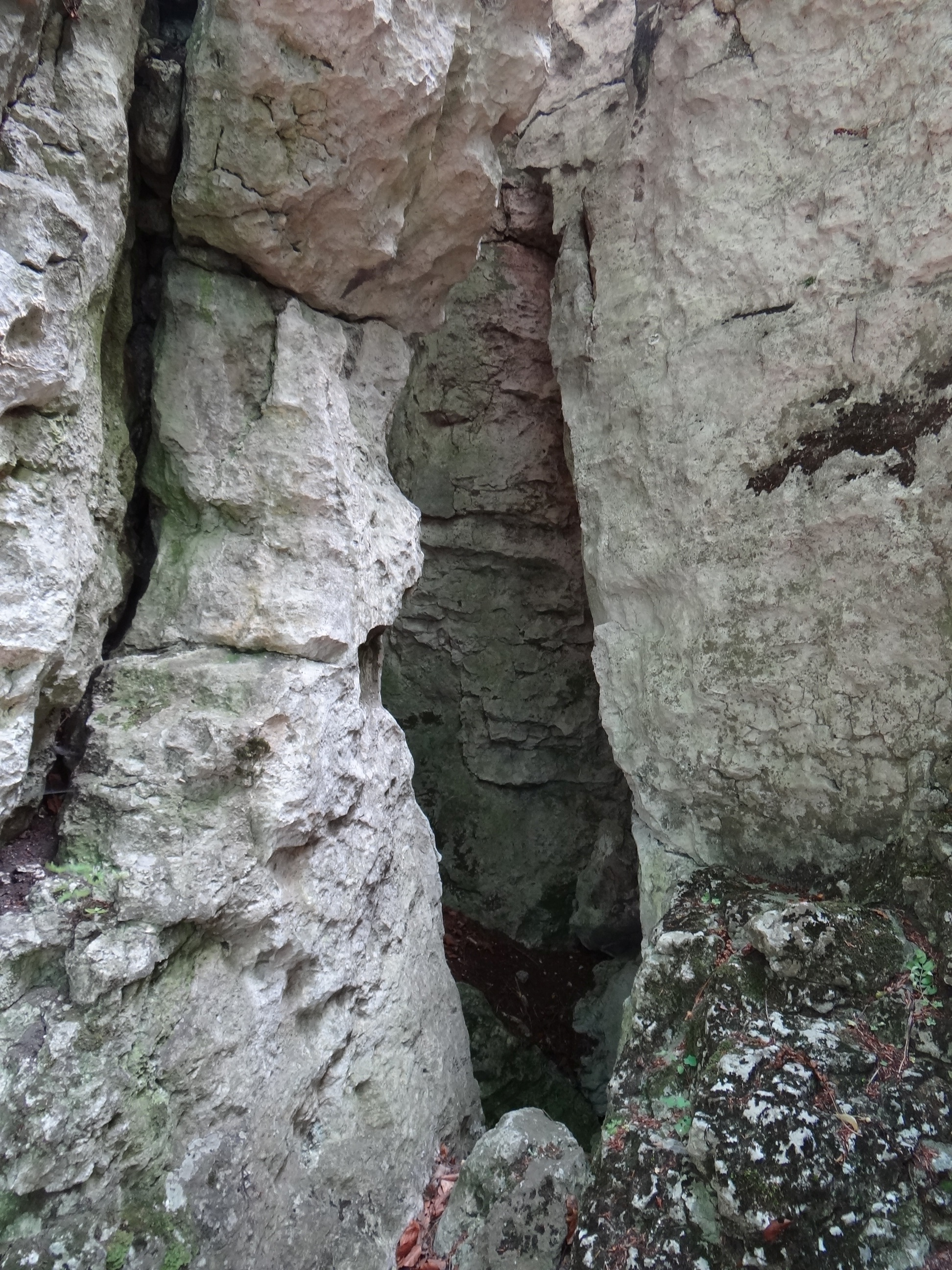
Główny północny otwór
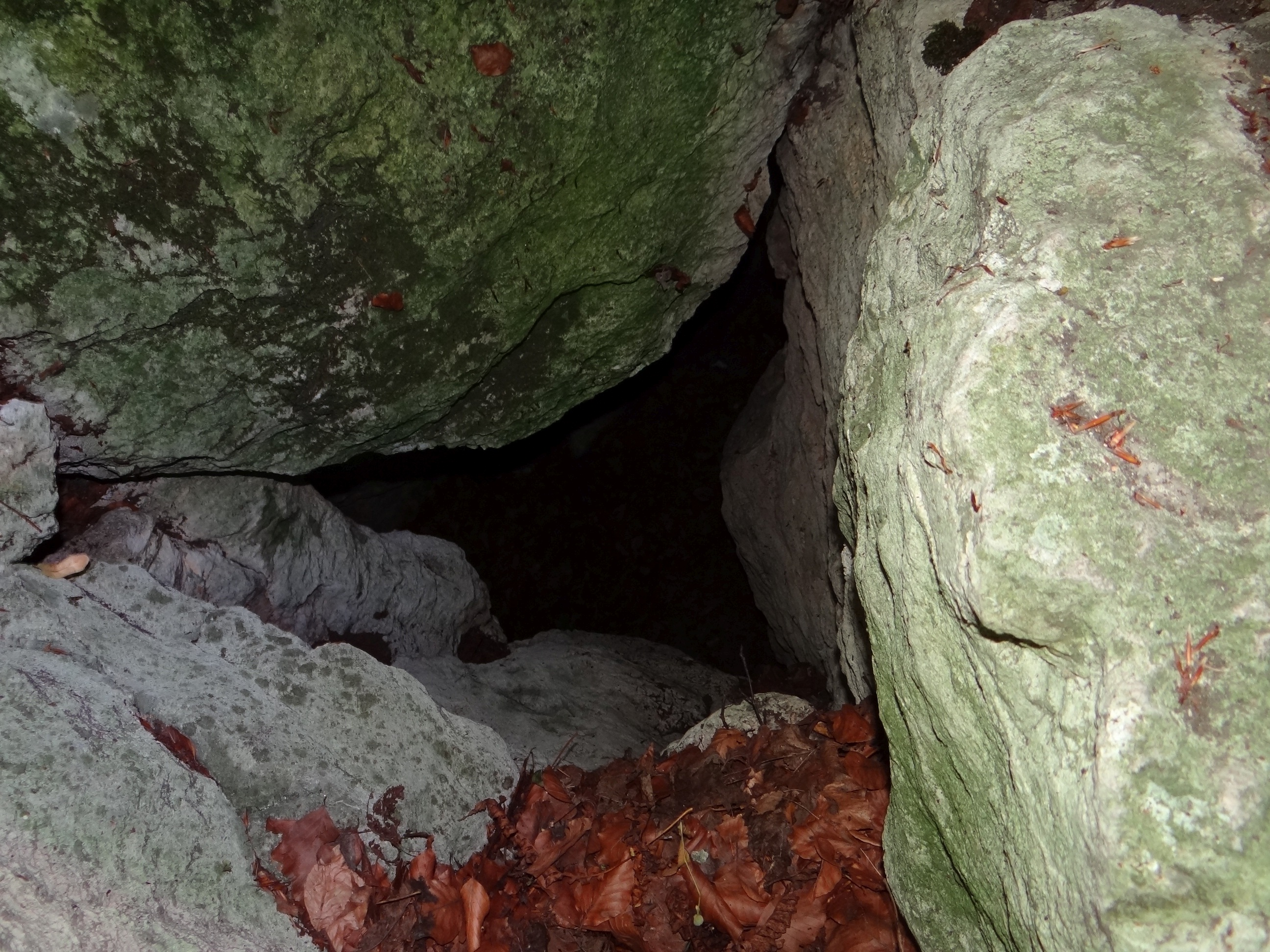
Studnia
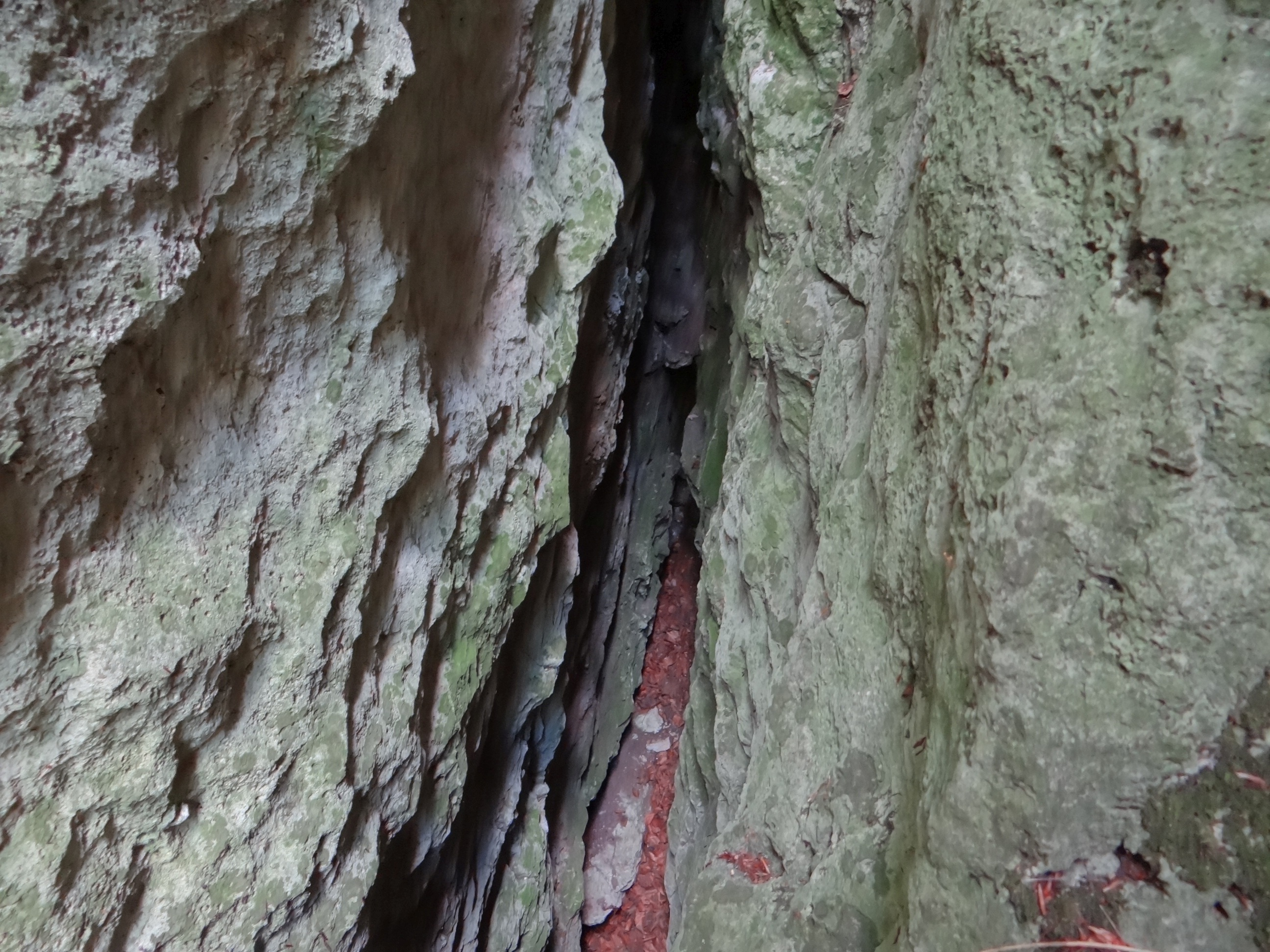
Szczelina górnej części
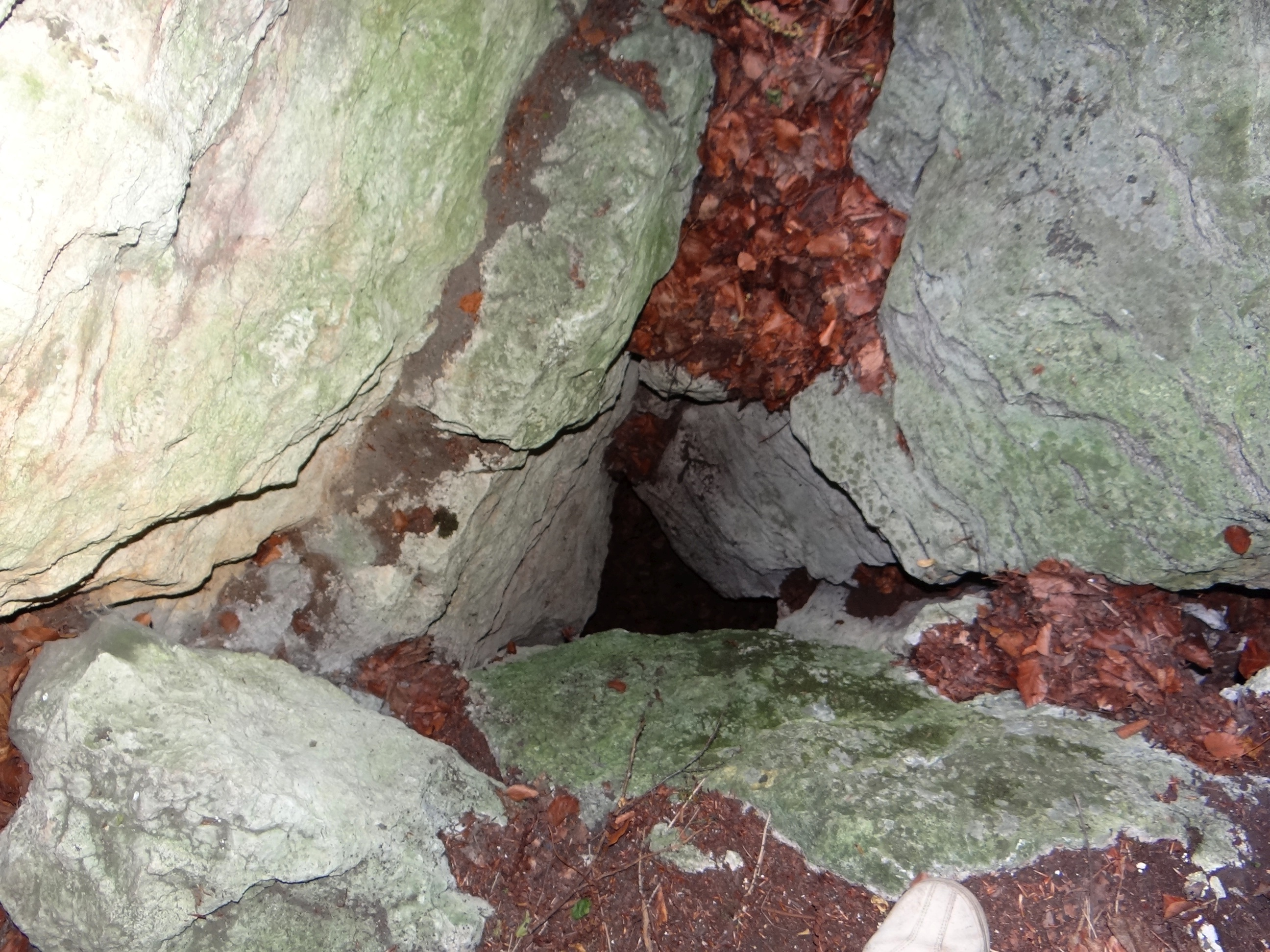
Studnia